# Olympique Gymnaste Club de Nice 1989-1990
Questa voce raccoglie le informazioni riguardanti l'Olympique Gymnaste Club de Nice nelle competizioni ufficiali della stagione 1989-1990.

## Maglie e sponsor
Lo sponsor tecnico per la stagione 1989-1990 è Puma, mentre lo sponsor ufficiale è Crit Intérim.
| Manica sinistra · Manica sinistra · Maglietta · Maglietta · Manica destra · Manica destra · Pantaloncini · Calzettoni |

## Rosa
| N. |                       | Ruolo | Calciatore           |
| -- | --------------------- | ----- | -------------------- |
|    | Francia (bandiera)    | P     | Gilles Morisseau     |
|    | Francia (bandiera)    | P     | Fabien Piveteau      |
|    | Francia (bandiera)    | D     | Jacky Bonnevay       |
|    | Francia (bandiera)    | D     | Thierry Crétier      |
|    | Jugoslavia (bandiera) | D     | Marko Elsner         |
|    | Francia (bandiera)    | D     | René Marsiglia       |
|    | Francia (bandiera)    | D     | Frédéric Martin      |
|    | Francia (bandiera)    | D     | Jean-Philippe Mattio |
|    | Marocco (bandiera)    | C     | Mustapha El-Haddaoui |
|    | Francia (bandiera)    | C     | Pascal Gastien       |
|    | Francia (bandiera)    | C     | Frédéric Gioria      |
|    | Francia (bandiera)    | C     | Toni Kurbos          |
|    | Francia (bandiera)    | C     | Pascal Macri         |

| N. |                        | Ruolo | Calciatore           |
| -- | ---------------------- | ----- | -------------------- |
|    | Francia (bandiera)     | C     | Claude Massa         |
|    | Francia (bandiera)     | C     | Philippe Mazzuchetti |
|    | Francia (bandiera)     | C     | Jean-Philippe Rohr   |
|    | Francia (bandiera)     | C     | Éric Roy             |
|    | Francia (bandiera)     | C     | François Soler       |
|    | Francia (bandiera)     | A     | Marc Badiali         |
|    | Senegal (bandiera)     | A     | Jules Bocandé        |
|    | Francia (bandiera)     | A     | Christophe Buffat    |
|    | Jugoslavia (bandiera)  | A     | Miloš Đelmaš         |
|    | Lussemburgo (bandiera) | A     | Robby Langers        |
|    | Francia (bandiera)     | A     | Christophe Rempp     |
|    | Francia (bandiera)     | A     | Roger Ricort         |

## Risultati

### Division 2

#### Play-out
| Arbitro: | Biguet |

|                                |           |             |
| Djorkaeff 39’, 45’ Monczuk 48’ | Marcatori | 67’ Langers |

| Arbitro: | Girard |

|                                                       |           |  |
| Langers 7’, 39’, 25’, 41’ El-Haddaoui 64’ Bocandé 89’ | Marcatori |  |